# Saint-Ouen-sous-Bailly
Saint-Ouen-sous-Bailly és un municipi francès situat al departament del Sena Marítim i a la regió de Normandia. L'any 2007 tenia 215 habitants.

## Demografia

### Població
El 2007 la població de fet de Saint-Ouen-sous-Bailly era de 215 persones. Hi havia 82 famílies de les quals 12 eren unipersonals (4 homes vivint sols i 8 dones vivint soles), 39 parelles sense fills i 31 parelles amb fills.
La població ha evolucionat segons el següent gràfic:
Habitants censats

### Habitatges
El 2007 hi havia 93 habitatges, 82 eren l'habitatge principal de la família, 7 eren segones residències i 4 estaven desocupats. Tots els 92 habitatges eren cases. Dels 82 habitatges principals, 71 estaven ocupats pels seus propietaris, 10 estaven llogats i ocupats pels llogaters i 1 estava cedit a títol gratuït; 2 tenien dues cambres, 8 en tenien tres, 35 en tenien quatre i 36 en tenien cinc o més. 67 habitatges disposaven pel capbaix d'una plaça de pàrquing. A 27 habitatges hi havia un automòbil i a 48 n'hi havia dos o més.

### Piràmide de població
La piràmide de població per edats i sexe el 2009 era:
| Homes | Edats   | Dones |
| ----- | ------- | ----- |
| 0     | 95 o +  | 0     |
| 0     | 90 a 94 | 0     |
| 0     | 85 a 89 | 4     |
| 0     | 80 a 84 | 0     |
| 0     | 75 a 79 | 4     |
| 0     | 70 a 74 | 0     |
| 4     | 65 a 69 | 0     |
| 4     | 60 a 64 | 8     |
| 12    | 55 a 59 | 12    |
| 8     | 50 a 54 | 4     |
| 0     | 45 a 49 | 4     |
| 12    | 40 a 44 | 8     |
| 4     | 35 a 39 | 12    |
| 12    | 30 a 34 | 0     |
| 8     | 25 a 29 | 16    |
| 4     | 20 a 24 | 0     |
| 0     | 15 a 19 | 4     |
| 0     | 10 a 14 | 8     |
| 0     | 5 a 9   | 8     |
| 12    | 0 a 4   | 8     |

## Economia
El 2007 la població en edat de treballar era de 142 persones, 100 eren actives i 42 eren inactives. De les 100 persones actives 91 estaven ocupades (52 homes i 39 dones) i 9 estaven aturades (5 homes i 4 dones). De les 42 persones inactives 15 estaven jubilades, 12 estaven estudiant i 15 estaven classificades com a «altres inactius».

### Ingressos
El 2009 a Saint-Ouen-sous-Bailly hi havia 86 unitats fiscals que integraven 232 persones, la mediana anual d'ingressos fiscals per persona era de 17.657 €.

### Activitats econòmiques
Dels 2 establiments que hi havia el 2007, 1 era d'una empresa de construcció i 1 d'una empresa de comerç i reparació d'automòbils.
L'únic servei als particulars que hi havia el 2009 era una fusteria.
L'any 2000 a Saint-Ouen-sous-Bailly hi havia 5 explotacions agrícoles.

## Poblacions més properes
El següent diagrama mostra les poblacions més properes.